# Manalurpet
Manalurpet là một thị xã panchayat của quận Viluppuram thuộc bang Tamil Nadu, Ấn Độ.

## Nhân khẩu
Theo điều tra dân số năm 2001 của Ấn Độ, Manalurpet có dân số 7401 người. Phái nam chiếm 51% tổng số dân và phái nữ chiếm 49%. Manalurpet có tỷ lệ 59% biết đọc biết viết, thấp hơn tỷ lệ trung bình toàn quốc là 59,5%: tỷ lệ cho phái nam là 68%, và tỷ lệ cho phái nữ là 50%. Tại Manalurpet, 12% dân số nhỏ hơn 6 tuổi.